# Heliconius ethilla narcaea
Heliconius ethilla narcaea é uma subespécie de inseto; uma borboleta neotropical da família Nymphalidae e subfamília Heliconiinae, endêmica da região de floresta tropical e subtropical úmida atlântica do nordeste, sudeste e sul do Brasil, entre o Alagoas e o Rio Grande do Sul e chegando, a sua distribuição geográfica, até o Paraguai. No Brasil, ela pode receber a denominação vernácula de Maria-boba ou Mariquita, tendo sido descrita por Jean Baptiste Godart no ano de 1819, a partir de um espécime-tipo com provável proveniência do Rio de Janeiro ("Antilles" na descrição, contida no texto Revision der Ersten Gruppe der Gattung Heliconius).

## Heliconius ethilla
Heliconius ethilla narcaea é uma das variações cromáticas, ou subespécies, de Heliconius ethilla (Godart, 1819), uma espécie que habita a América do Sul, do Panamá até a Argentina. Seus indivíduos podem atingir até os seis ou sete centímetros de envergadura.

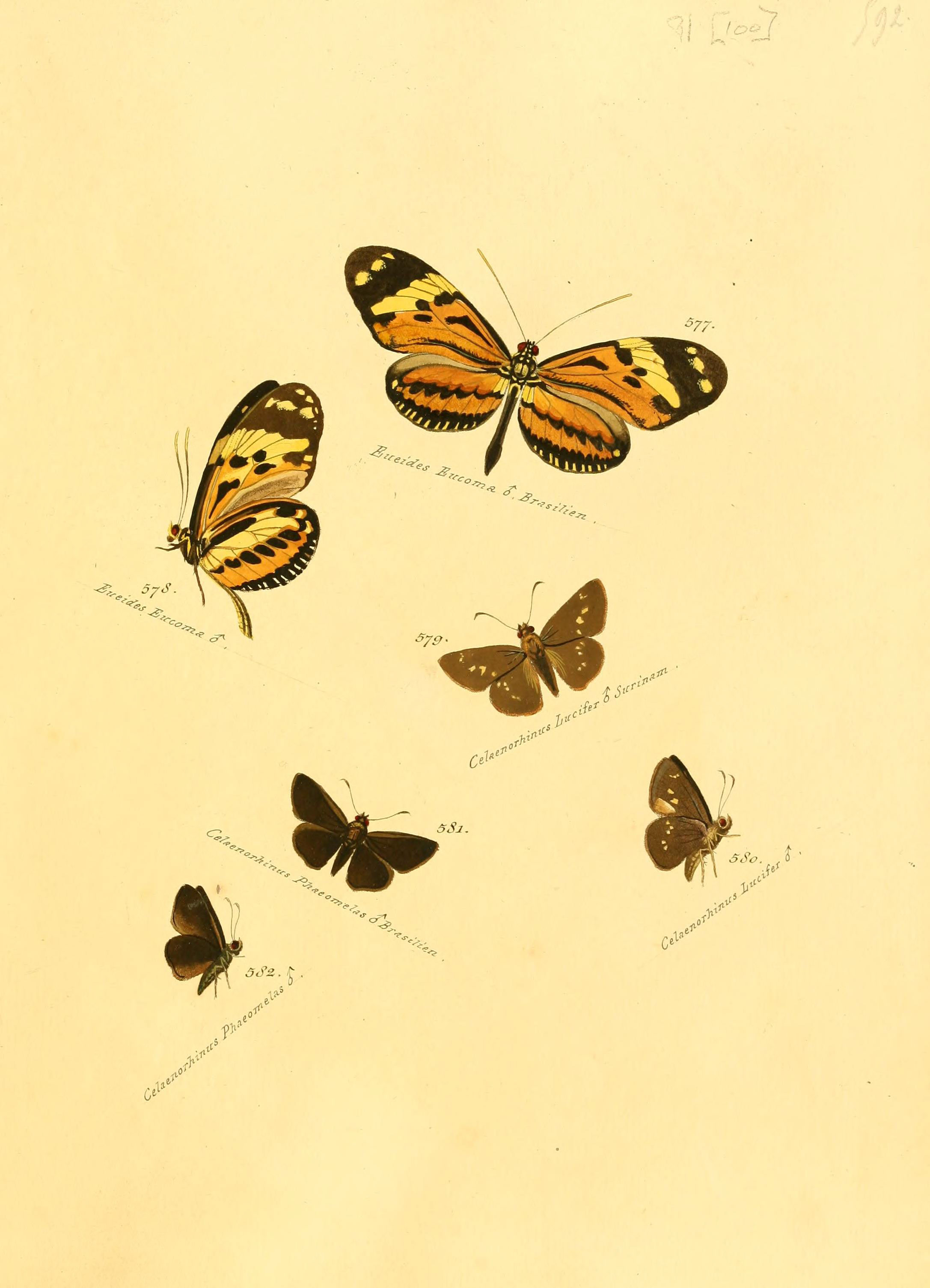
Gravura da primeira metade do século XIX com H. ethilla, acima, em vista superior e inferior.

## Hábitos e habitat
Esta borboleta geralmente voa lentamente e a uma altura baixa, em altitudes que vão do nível médio do mar a até mais de 1.500 metros, em habitats de beira de floresta, como clareiras, até ambientes antrópicos como jardins e parques de cidades, onde procuram o néctar das flores.

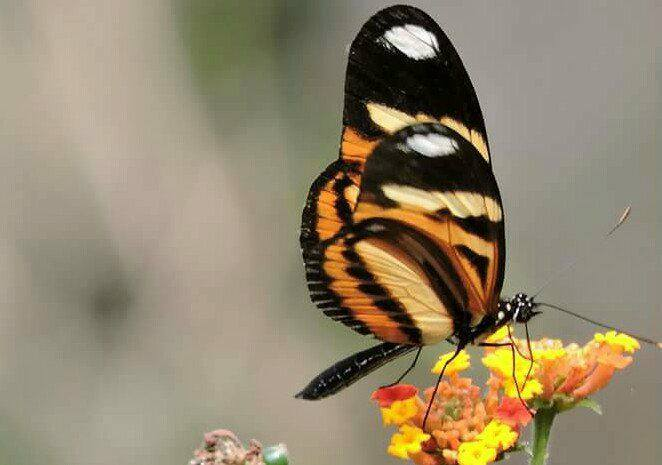
Fotografia de H. ethilla narcaea visitando flores de Lantana camara. Vistas por baixo suas asas são mais pálidas.

## Aposematismo e mimetismo
Suas lagartas se alimentam de plantas do gênero Passiflora (família Passifloraceae), incluindo Passiflora alata e Passiflora edulis. São brancas e espinescentes, sendo evitadas por predadores devido às substâncias tóxicas que assimilam de sua planta-alimento. Os adultos também são evitados, apresentando suas asas moderadamente longas e estreitas, de coloração predominante laranja, vistas por cima, com variáveis padrões de branco, amarelo e negro. Este padrão é comum a diversas espécies de Lepidoptera americanos dos trópicos, que compartilham um mecanismo mimético comum nestas cores, cuja função é aposemática. Através de seleção natural, outras espécies do mesmo habitat as mimetizam, como Mechanitis lysimnia lysimnia, Eueides isabella dianasa e Consul fabius drurii.

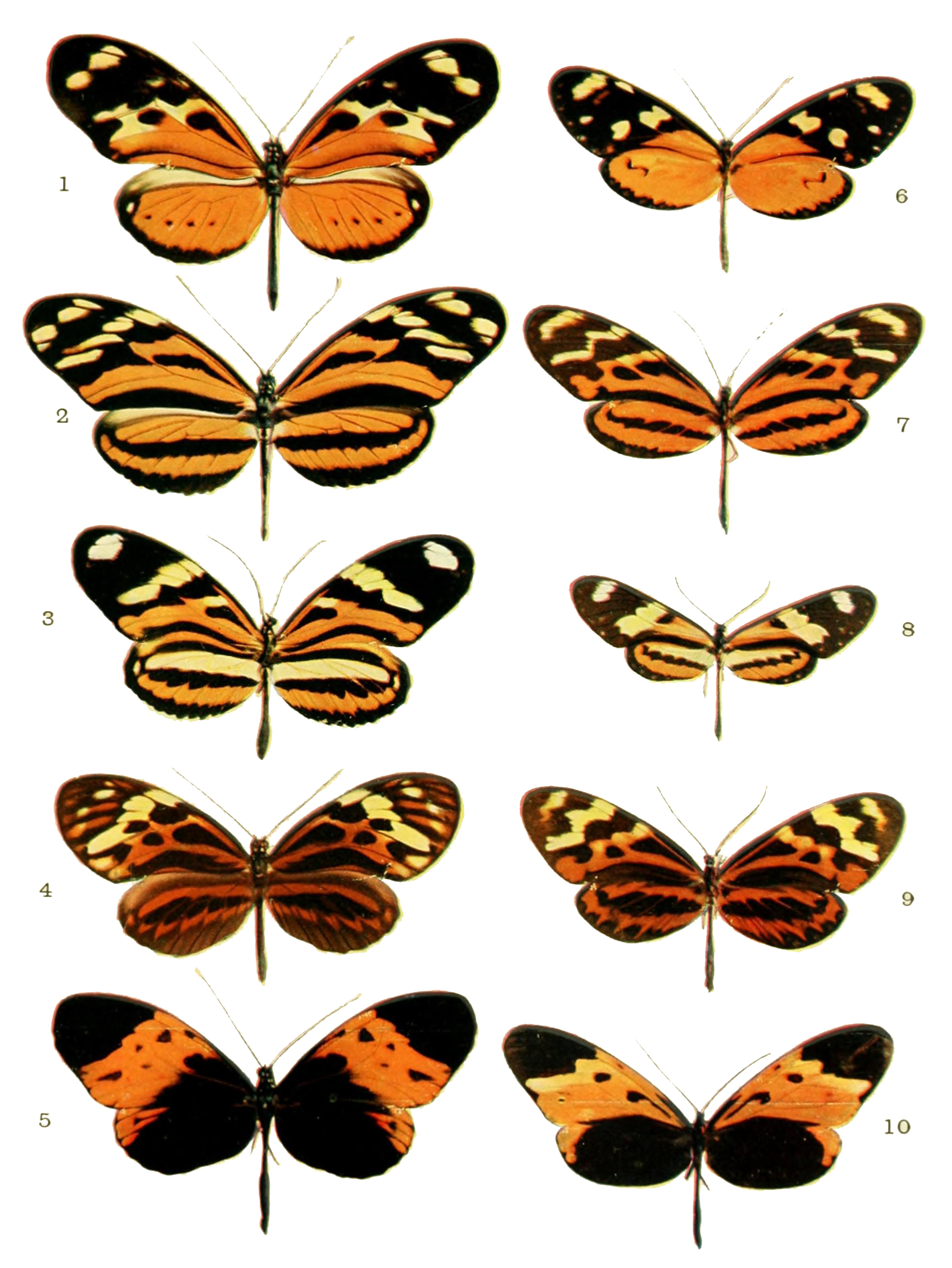
Nesta relação de mimetismo mülleriano, H. ethilla narcaea[11] e Mechanitis lysimnia lysimnia[18] são a quinta e sexta borboletas, em ordem de leitura.

## Diferenciação entreH. ethilla narcaeaeH. ethilla polychrous
Na região sudeste e sul do Brasil as subespécies de Heliconius ethilla, narcaea e polychrous, diferem pela área em amarelo nas asas dianteiras, bem maior em polychrous do que em narcaea.

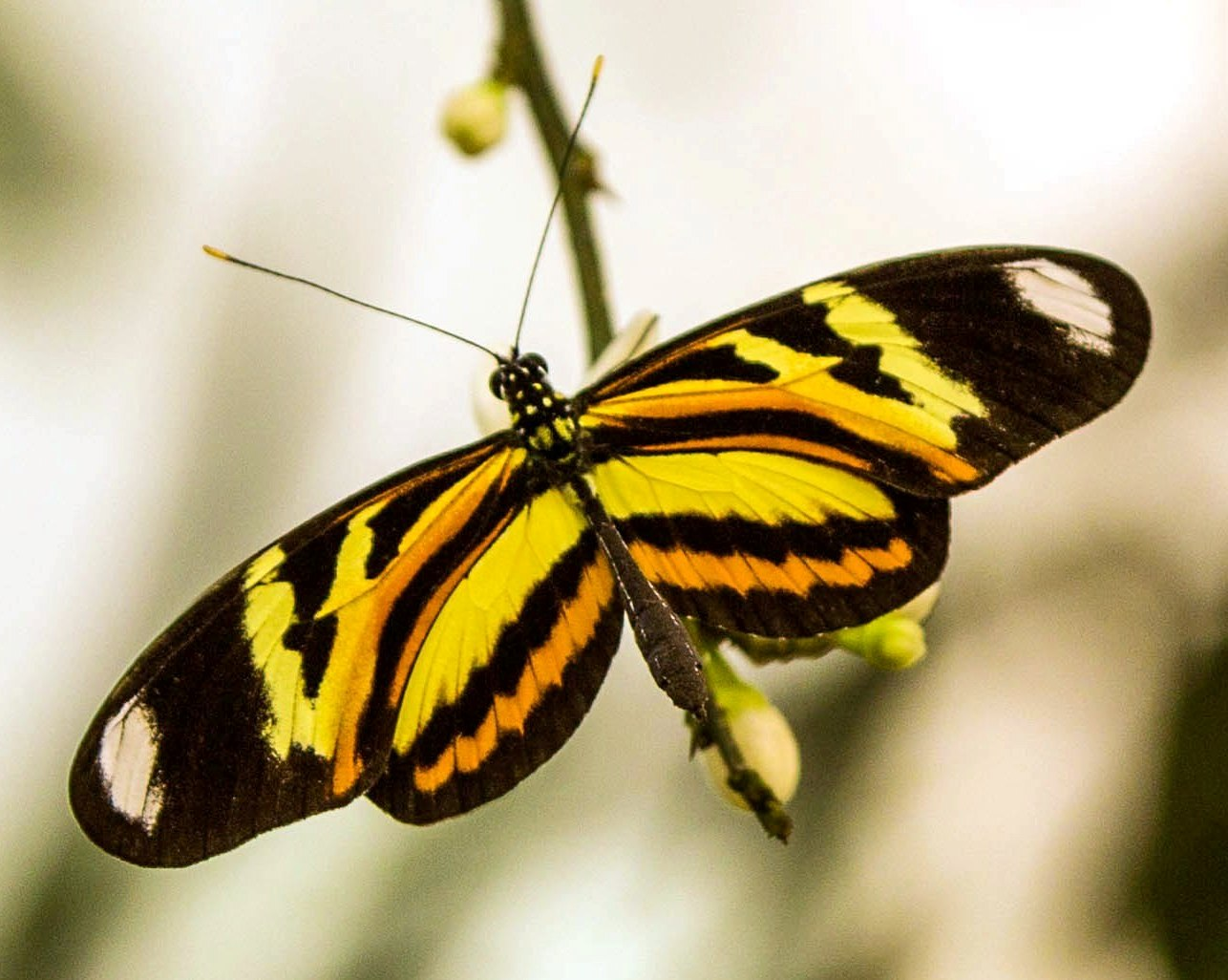
Fotografia de Heliconius ethilla polychrous, vista superior.